# Silk (gruppo musicale)
I Silk sono un gruppo musicale R&B statunitense attivo dal 1989 e originario di Atlanta.
Il loro brano musicale più conosciuto è Freak Me del 1993.

## Formazione

### Formazione attuale
- Gary Glenn
- Johnathen Rasboro
- Timothy Cameron
- Jimmy Gates, Jr.
- Gary Jenkins

### Ex componenti
- Tyga Graham
- Albert Allen

## Discografia

### Album in studio
- 1992 – Lose Control
- 1995 – Silk
- 1999 – Tonight
- 2001 – Love Session
- 2003 – Silktime
- 2006 – Always and Forever
- 2016 – Quiet Storm

### Raccolte
- 2004 – The Best of Silk